# Rasa de cal Catriques
La Rasa de cal Catriques és un torrent afluent per l'esquerra de l'Aigua d'Ora.
Neix al vessant nord-est del Puig Gertell (municipi de Capolat) en l'indret anomenat Valls de Cal Sant, motiu pel qual també se la coneix com a Rasa de les Valls. Desguassa a l'Aigua d'Ora 1 km aigües amunt de la Valldora (Navès).

## Xarxa hidrogràfica
La xarxa hidrogràfica de la Rasa de cal Catriques està integrada per un total de 12 cursos fluvials. D'aquests, 6 són subsidiaris de 1r nivell i 5 ho són de 2n nivell.
La totalitat de la xarxa suma una longitud de 6.673 m. 5.888 dels quals transcorren pel terme municipal de Capolat (Berguedà) i els 785 restants ho fan pel de Navès (Solsonès)

| Codi del corrent fluvial | Coordenades del seu origen                                   | longitud (en metres) |
| ------------------------ | ------------------------------------------------------------ | -------------------- |
| Rasa de cal Catriques    | 42° 4′ 28.73″ N, 1° 41′ 42.96″ E / 42.0746472°N,1.6952667°E  | 2.451                |
| D1                       | 42° 4′ 33.14″ N, 1° 41′ 54.15″ E / 42.0758722°N,1.6983750°E  | 198                  |
| E1                       | 42° 4′ 38.01″ N, 1° 41′ 38.37″ E / 42.0772250°N,1.6939917°E  | 446                  |
| D2                       | 42° 4′ 26.81″ N, 1° 41′ 57.44″ E / 42.0741139°N,1.6992889°E  | 795                  |
| E2                       | 42° 4′ 48.77″ N, 1° 41′ 41.10″ E / 42.0802139°N,1.6947500°E  | 144                  |
| E3                       | 42° 4′ 42.10″ N, 1° 41′ 23.20″ E / 42.0783611°N,1.6897778°E  | 535                  |
| D3                       | 42° 4′ 34.67″ N, 1° 42′ 2.825″ E / 42.0762972°N,1.70078472°E | 1.229                |
| D3·D1                    | 42° 4′ 45.60″ N, 1° 42′ 16.73″ E / 42.0793333°N,1.7046472°E  | 247                  |
| D3·E1                    | 42° 4′ 48.27″ N, 1° 42′ 1.188″ E / 42.0800750°N,1.70033000°E | 139                  |
| D3·D2                    | 42° 5′ 1.480″ N, 1° 41′ 55.82″ E / 42.08374444°N,1.6988389°E | 96                   |
| E3·D3                    | 42° 5′ 3.693″ N, 1° 41′ 54.46″ E / 42.08435917°N,1.6984611°E | 146                  |
| D3·D4                    | 42° 5′ 5.687″ N, 1° 41′ 50.88″ E / 42.08491306°N,1.6974667°E | 157                  |